# Agastheeswaram
Agastheeswaram là một thị xã panchayat trong quận Kanniyakumari trong bang Tamil Nadu của Ấn Độ.

## Cơ cấu dân số
Theo điều tra dân số Ấn Độ năm 2001, Agastheeswaram có dân số 8978 người. Nam giới chiếm 49% dân số, nữ giới chiếm 51% dân số. Agastheeswaram có tỷ lệ biết chữ bình quân 84%, cao hơn mức trung bình 59,5% của toàn quốc. 10% của thị xã này có độ tuổi dưới 6.